# 保健福祉学
保健福祉学

## 保健福祉学の理念
グローバル化と高度情報化、地球規模の人口増と先進国の少子高齢化にともなう地域社会の変化、地縁や血縁の脆弱化など世界は大きく変化している。もはや、保健、医療、福祉、教育、心理、社会、経済、法律などヒューマンサービス領域において、既存の方法のみでは十分な対応が困難である。保健学や福祉学をはじめとする諸学問の個別的なアプローチにとどまらず、グローバル・ヘルス的なアプローチの学際学が求められている。
保健福祉学は、当事者主体の実践に根差したシステム科学である。保健福祉学の理念は、人間をとりまく自然，社会，環境要因を学際的に探究し，当事者のウエルビーイングの進展、保健福祉支援の質の継続的な向上、およびそれを支えるシステムの持続的な発展に寄与することである。
当事者の命を守る、生活を支える、人生を輝かせるのが保健福祉学の目標である。当事者に寄り添い、そこから学んだ実践の知恵を体系化し、科学的に検証する点が保健福祉学の強みである。
当事者やその組織、地域の力を最大限に引き出すエンパワメント（湧活）の考え方は、保健福祉学の重要な基盤の一つである。生涯発達の視点にもとづき、身体的、精神的、社会的、スピリチュアルな健康の維持増進を総合的に支援する保健福祉システムの開発、およびそれを支えるマンパワーの育成が重要である。また当事者ニーズをとらえ、柔軟に対応可能な支援体制の充実が望まれる。
保健福祉学は学際的な学問領域として、実践に根ざした当事者主体の応用的な研究を行い､社会に貢献することを理念としている。保健福祉における研究と実践の「当事者を核」とした相乗発展に向け、広く保健、医療、福祉、教育、心理、社会、経済、法律など、多くの関係者の参加を得て推進するものである。

## 外部サイト
- 日本保健福祉学会
- Systems Sciences in Health Social Services (SYSTED)